# Epopheles
Epopheles (Ἐποφἑλεϛ) war ein im 6. Jahrhundert v. Chr. in Halai (Zentralgriechenland) tätiger griechischer Töpfer. Seine Signatur ist durch einen fragmentarisch erhaltenen, schwarzfigurig bemalten Skyphos bekannt, der sich heute im Archäologischen Museum in Lamia (Inv.-Nr. H91-648) befindet. Vermutlich handelte es sich um einen lokalen Meister, der mit einem Maler zusammenarbeitete, dessen Namen Euphra…n sich nur fragmentarisch auf dem Skyphos erhalten hat. Stilistisch orientierte er sich in der Formgebung an zeitgleichen korinthischen Vorbildern.